# Penitenciaría de Lima
La Penitenciaría de Lima, conocida simplemente como El panóptico, fue un edificio penitenciario que existió en la ciudad de Lima, capital del Perú. Tenía el diseño panóptico, diseñado por el filósofo Jeremy Bentham en 1791.

## Historia
La penitenciaría fue construida entre 1856 y 1860, por disposición del segundo gobierno del presidente Ramón Castilla debido a la carencia de un sistema carcelario en el país. Luego de un estudio realizado por Mariano Felipe Paz Soldán, se dispuso la construcción del edificio que quedó a cargo del arquitecto Michele Trefogli y Maximiliano Mimey. Se encontraba al sur de la ciudad, cerca a la puerta de Guadalupe de las Murallas de Lima. Fue inaugurada en 1862. 
El frontis del edificio reflejó un estilo arquitectónico de severidad, mostrando su finalidad reclusiva e intentando proyectar una imagen de inexpugnable, a la par que la disposición de las salas en su interior incluían zonas donde los presos trabajaban durante el día y celdas donde se recluían en las noches.
El edificio existió por más de 100 años y en él sufrieron prisión personajes como el presidente Augusto B. Leguía, confinado allí luego del golpe de Estado que lo defenestró del poder, aunque no murió en la prisión sino en el Hospital Naval de Bellavista.
Fue prisión hasta 1961, siendo posteriormente demolido. En su lugar se levantan actualmente el Centro Cívico de Lima y el Sheraton Lima Hotel & Convention Center, que fueron construidos durante el gobierno del General de División Juan Velasco Alvarado.

## Directores
De 1913 a 1919 fue Director de la Penitenciaria Ramón Yrigoyen Díez-Canseco, siendo gobernantes del Perú Guillermo Billinghurst, Oscar R. Benavides y José Pardo y Barreda.

## Galería

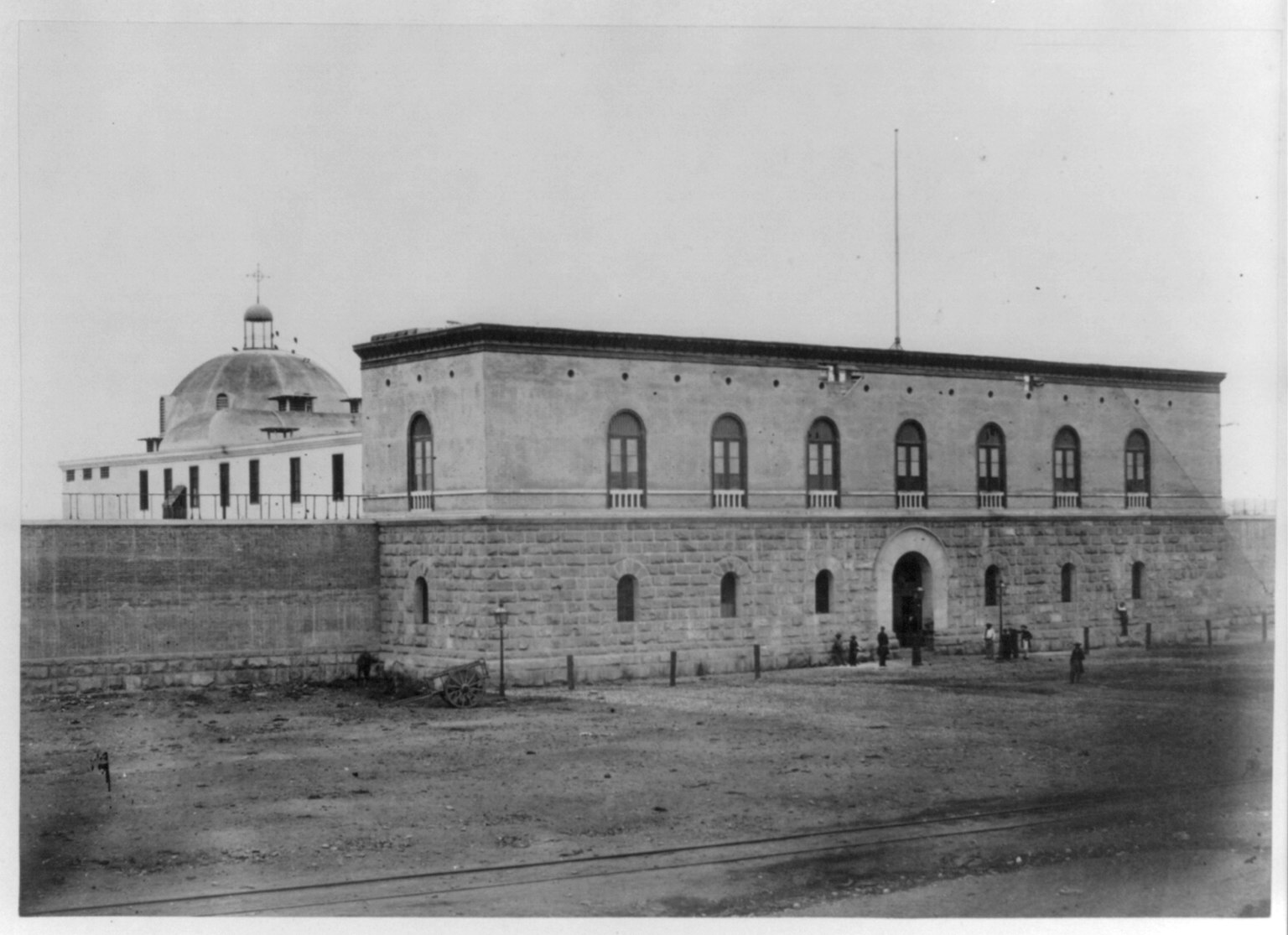
Vista del frontis de la Penitenciaria en 1868.
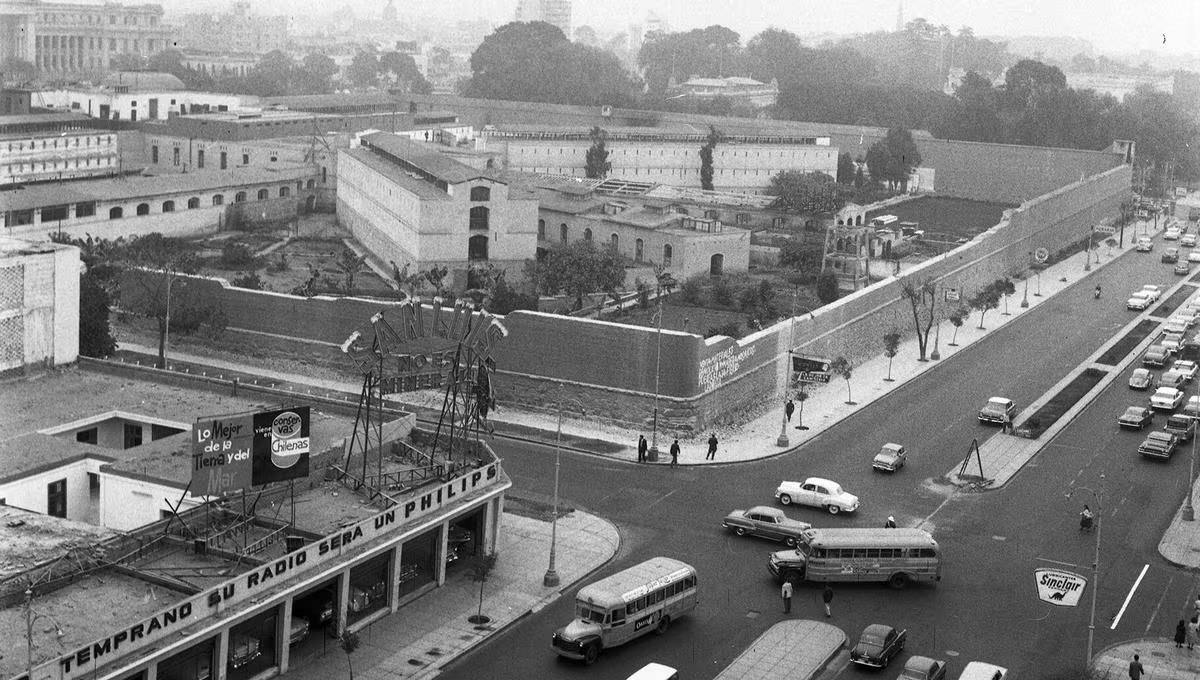
Vista panorámica de la Penitenciaría en junio de 1961, poco antes de su demolición.
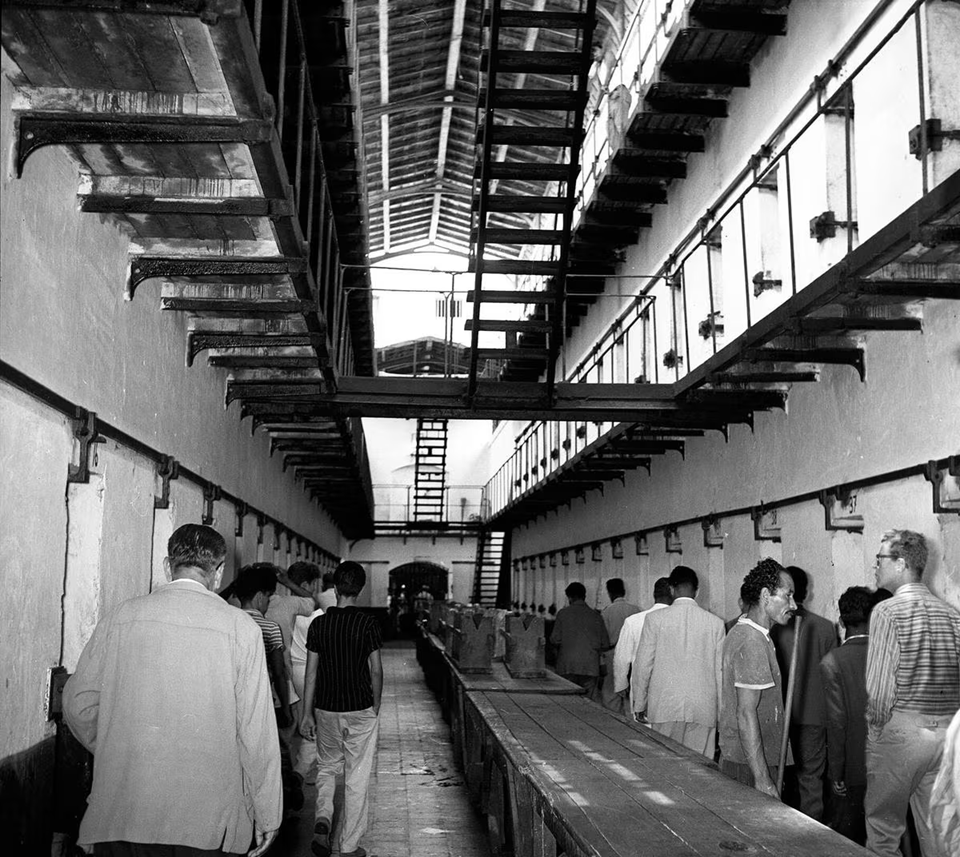
Interior de la Penitenciaria en febrero de 1961.